# Carcare
Carcare (en ligur Cancre, Corcre en la variant local; en piemontès Cärcre) és un comune italià, situat a la regió de la Ligúria i a la província de Savona. El 2015 tenia 5.587 habitants.

## Geografia
Té una superfície de 10,4 km² i la frazione de Vispa. Limita amb Altare, Cairo Montenotte, Cosseria, Mallare, Pallare i Plodio.

## Evolució demogràfica
| Gràfica d'evolució de Carcare entre 1861 i 2011 |
|                                                 |
| Font: ISTAT                                     |